# Kim Young-joo (actrice)
Pour les articles homonymes, voir Kim et Kim Young-joo.
Kim Young-joo (en hangeul : 김영주) est une actrice et chanteuse sud-coréenne née le 30 janvier 1974. Elle est principalement connue pour ses rôles dans des comédies musicales, comme les productions coréennes de Mamma Mia !, de Rent ou de Chicago.

## Biographie et carrière
Kim Young-joo effectue ses études à l'Université nationale des arts de Corée, encouragée par son père.
Kim Young-joo fait ses débuts en tant qu'actrice de comédie musicale en 1996, dans la comédie musicale coréenne de The Last Empress (en), dans un rôle secondaire. Elle rejoint ensuite en 2000 la production coréenne de Chicago, ou elle interprète le rôle de Hunyak.
En 2001, elle interprète le rôle de Joanne dans la version coréenne de Rent. Elle fait également partie de la première troupe à mettre en scène Wicked en Corée du Sud, où elle interprète Madame Morrible. À l'issue de ces rôles, elle est considérée par plusieurs professionnels comme faisant partie de génération montante des actrices de comédies musicales. Elle apparaît notamment en 2005 dans l'adaptation en comédie musicale de Waikiki Brothers (en), qui confirme ce statut. En 2011, elle interprète Sarah Brown dans la version coréenne de Guys and Dolls. En 2013, elle retrouve également le rôle principal de la comédie musicale 42nd Street, qu'elle avait déjà interprété en 2009. En 2014, elle interprète le rôle de Madame Darbus, la professeur de musique, dans l'adaptation coréenne d'High School Musical on Stage!.
En 2015, elle interprète le rôle d'Hérode dans la production coréenne de Jesus Christ Superstar, un rôle normalement attribué à des hommes. C'est la première fois au monde que ce personnage est interprété par une femme. En 2016, elle rejoint le casting de la production coréenne de Mamma Mia !, dans laquelle elle joue le rôle de Tanya, l'amie distinguée du personnage principal. Elle partage le rôle avec Jeon Soo-kyung, lui permettant de chanter les titres du groupe suédois ABBA en coréen. Elle partage la scène avec d'autres grandes figures de la comédie musicale sud-coréenne, comme Lee Kyung-mi, Choi Jung-won, Hong Ji-min et Shin Young-sook,.
Kim Young-joo interprète ensuite en 2017 le rôle de Madame Wilkinson, la professeure de danse de Billy Elliot dans la comédie musicale éponyme. L'année suivante, elle retrouve la comédie musicale Chicago, interprétant cette fois ci le personnage plus âgé de Mama Morton. Elle déclare s'inspirer d'actrices américaines, comme Bebe Neuwirth, pour préparer ce rôle, mais également plus généralement Glenn Close, Meryl Streep ou Cate Blanchett. Elle retrouve dans cette production Choi Jung-won, aux côtés de qui elle jouait dans Mamma Mia !. Elle retrouve en 2019 le rôle de Tanya dans la version coréenne de Mamma Mia !, qu'elle interprète toujours aux côtés de Choi Jung-won, Hong Ji-min et Shin Young-sook.
En 2020, elle interprète le personnage original de Luisa dans la comédie musicale Le Comte de Monte Cristo (en), adapté du roman éponyme d'Alexandre Dumas. Elle participe également à la tournée du dixième anniversaire de la production coréenne de Mozart, où elle interprète le rôle de Constance Weber. Elle retrouve en 2021 le rôle de Madame Wilkinson dans Billy Elliot, un rôle qu'elle apprécie particulièrement, notamment à cause du travail qu'elle effectue avec les différents enfants interprétant ses élèves,. En 2025, elle retrouve son rôle de Tanya, de Mamma Mia !, pour la troisième fois.
En dehors des planches, elle joue également dans plusieurs séries télévisées sud-coréennes, comme I Got off the Path ou Be My Dream Family (en).
Elle apparait également dans plusieurs émissions télévisées, comme Immortal Songs: Singing the Legend (en), une compétition de chant, à laquelle elle participe en duo avec sa partenaire de scène Choi Jung-won, et où elles interprètent des reprises des chansons du groupe ABBA, en référence à leur participation commune à Mamma Mia !.

## Vie personnelle
Kim Young-joo est également une militante écologiste et du bien-être animal, elle est notamment membre d'associations venant en aide aux animaux abandonnés.
Elle épouse en 2013 l'acteur de comédie musicale Oh Dae-song, qu'elle a rencontré en 2011 sur les planches de l'adaptation coréenne de la comédie musicale Le Comte de Monte Cristo (en).

## Récompenses
Lors de sa carrière, Kim Young-joo a remporté un prix pour ses différentes rôles dans des comédies musicales. Elle est la lauréate du prix du meilleur espoir féminin à la septième édition des Korea Musical Awards (en), pour son interprétation du personnage de Joanne dans la production coréenne de Rent. Elle est nommée plusieurs années pour d'autres rôles, notamment pour son rôle dans 42nd Street en 2009, ou en tant que meilleur rôle féminin en 2011 pour son interprétation de Sarah Brown dans Guys and Dolls, 
| Année | Récompense                | Catégorie                                 | Statut     |
| ----- | ------------------------- | ----------------------------------------- | ---------- |
| 2001  | Korea Musical Awards (en) | Meilleur espoir féminin pour Rent         | Lauréat    |
| 2009  | Korea Musical Awards (en) | Meilleur rôle féminin pour 42nd Street    | Nomination |
| 2011  | Korea Musical Awards (en) | Meilleur rôle féminin pour Guys and Dolls | Nomination |